# Hans Hermann Wickel
Hans Hermann Wickel (geb. 1954 in Göttingen) ist ein deutscher Musikpädagoge, Musikwissenschaftler und Mitbegründer der Musikgeragogik.

## Leben und Werk
Hans Hermann Wickel studierte Orgel, Klavier und Musiktheorie an der Hochschule für Musik Detmold, Abteilung Münster sowie Musikwissenschaft, Erziehungswissenschaft und Romanistik an der Westfälischen Wilhelms-Universität Münster. 1984 schloss er dort seine Promotion zum Dr. phil. mit dem Thema Auswärtige Orgelbauer in Westfalen ab.
Nach Tätigkeiten als Lehrer und Lehrbeauftragter war er von 1995 bis 2020 Professor für Musikpädagogik an der Fachhochschule Münster im Fachbereich Soziale Arbeit. Mit Theo Hartogh gab er 2004 die erste Auflage des Standardwerks Handbuch Musik in der Sozialen Arbeit heraus.
Seit 2001 liegt ein weiterer Schwerpunkt seiner Arbeit auf der Musik im höheren Alter. Wickel ist Leiter der Weiterbildungen Musikgeragogik und Kulturgeragogik an der Fachhochschule Münster. 2009 bis März 2024 war er Erster Vorsitzender der Deutschen Gesellschaft für Musikgeragogik e.V.
Nebenberuflich ist er als Organist und Chorleiter tätig.

## Veröffentlichungen (Auswahl)
- mit Theo Hartogh (Hrsg.): Musikgeragogik in der Praxis. Alteneinrichtungen und Pflegeheime. Waxmann, Münster 2020 ISBN 978-3-8309-4208-5
- mit Theo Hartogh (Hrsg.): Musikgeragogik in der Praxis. Musikinstitutionen und freie Szene. Waxmann, Münster 2019 ISBN 978-3-8309-4084-5
- mit Theo Hartogh: Handbuch Musik in der Sozialen Arbeit. Neuausgabe. Beltz Juventa, Weinheim und Basel 2019 ISBN 978-3-7799-3136-2
- Musik in der Sozialen Arbeit. Eine Einführung. Waxmann, Münster 2018 ISBN 978-3-8252-4944-1
- Musik kennt kein Alter. Carus/Reclam, Stuttgart 2013 ISBN 978-3-15-010950-2
- mit Theo Hartogh: Praxishandbuch Musizieren im Alter. Schott Music, Mainz 2011 ISBN 978-3-7957-8747-9
- mit Theo Hartogh: Musizieren im Alter. Schott Music, Mainz 2008 ISBN 978-3-7957-8733-2
- mit Theo Hartogh: Musik und Hörschäden: Grundlagen für Prävention und Intervention in sozialen Berufsfeldern. Juventa, Weinheim 2006 ISBN 978-3-7799-1951-3
- Musikpädagogik in der sozialen Arbeit: Eine Einführung. Waxmann, Münster 1998 ISBN 3-89325-694-6